# Schleuse Wolfsbruch (Rheinsberg)
Schleuse Wolfsbruch ist ein Wohnplatz im Ortsteil Kleinzerlang der Stadt Rheinsberg im Landkreis Ostprignitz-Ruppin in Brandenburg.

## Geografie
Der Ort liegt einen Kilometer südwestlich von Kleinzerlang und neun Kilometer nördlich von Rheinsberg direkt an der namensgebenden Schleuse Wolfsbruch am Hüttenkanal. Die Nachbarorte sind Canow im Norden, Kleinzerlang und Kolonie im Nordosten, Adamswalde im Südosten, Zechlinerhütte im Südwesten, Prebelow im Westen sowie Grünplan im Nordwesten.